# Lower Manhattan
Lower Manhattan is het zuidelijkste deel van het eiland Manhattan. Het is de belangrijkste wijk en het commerciële en bestuurlijke centrum van New York. Het wordt doorgaans gedefinieerd als het gebied begrensd door afhankelijk van de bron, Chambers Street of 14th Street in het noorden, de Hudson in het westen, de East River in het oosten en The Battery en New York Bay in het zuiden. Lower Manhattan bevat het stadhuis van New York, het Manhattan Municipal Building, het financiële district rond Wall Street en het World Trade Center.

## Historische plekken

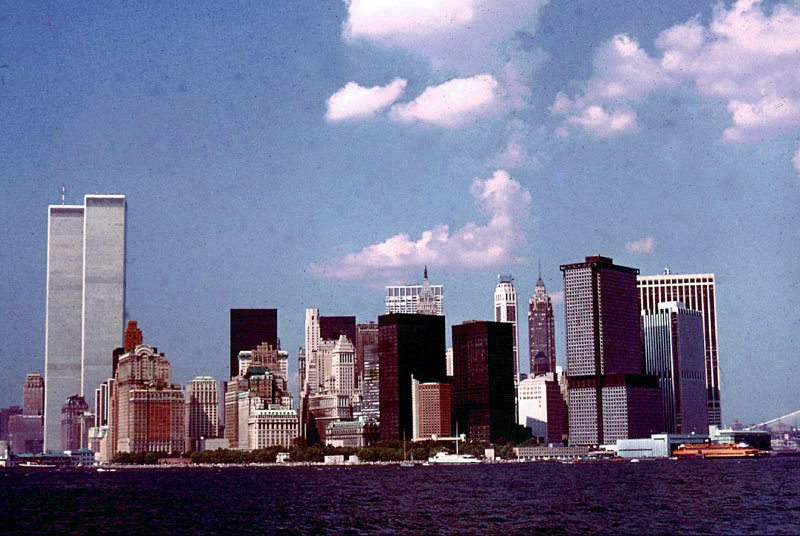
Skyline van Lower Manhattan met links het World Trade Center in juli 1976.

In het gebied treft men veel oude en historische gebouwen en plaatsen aan, waaronder:
- Battery Park City, een wijk gebouwd na landaanwinning
- The Battery met het fort Castle Clinton
- Het park Bowling Green
- Het One Chase Manhattan Plaza, een van de eerste moderne wolkenkrabbers op het eiland
- Het One New York Plaza, de meest zuidelijk gelegen wolkenkrabber op het eiland
- Het oude Alexander Hamilton U.S. Custom House, nu het National Museum of the American Indian
- De Federal Hall waar de inauguratie van de eerste President van de Verenigde Staten George Washington plaatsvond.
- Fraunces Tavern, het oudste nog bestaande gebouw op Manhattan
- Park Row met onder meer het Park Row Building
- Het stadhuis van New York
- De New York Stock Exchange
- Gerenoveerde handelsgebouwen aan de South Street Seaport (en een modern toeristische gebouw)
- De Fulton Fish Market
- De Brooklyn Bridge
- De South Ferry aanlegsteiger voor de Staten Island Ferry en ferry's naar Liberty Island en Ellis Island
- De Trinity Church
- De U.S. Post Office
- Het Verizon Building, eerste art-deco-wolkenkrabber in de stad
- Het Woolworth Building, eens het hoogste gebouw ter wereld
- Het World Financial Center thans Brookfield Place
- De wijk World Trade Center
- De Bialystoker Synagogue

De termen "Lower Manhattan" en "Downtown" worden vaak als synoniemen gebruikt, beide refereren aan hetzelfde geografische gebied.

## Bij uitbreiding
Lower Manhattan bevindt zich in het grotere gebied waarnaar New Yorkers verwijzen met Downtown Manhattan. Wat doorgaat als Lower Manhattan is deels een kwestie van perspectief, maar niemand zal het gebied ten noorden van 23rd Street tot Lower Manhattan rekenen; hier begint met name Midtown Manhattan. In het westen biedt de West Side Highway (NY-9a) een verbinding met de horizontale straten, in het oosten vervult de Franklin D. Roosevelt East River Drive deze rol.
Volgens sommigen loopt Lower Manhattan verder door naar het noorden, voorbij Chambers Street, tot aan Canal Street. Bij deze definiëring omvat Lower Manhattan ook TriBeCa, en delen van Chinatown en Little Italy. Maximaal laat men Lower Manhattan tot Houston Street doorlopen, waardoor ook SoHo, het vroegere Five Points district, de Lower East Side en de rest van Chinatown en Little Italy onder Lower Manhattan valt.

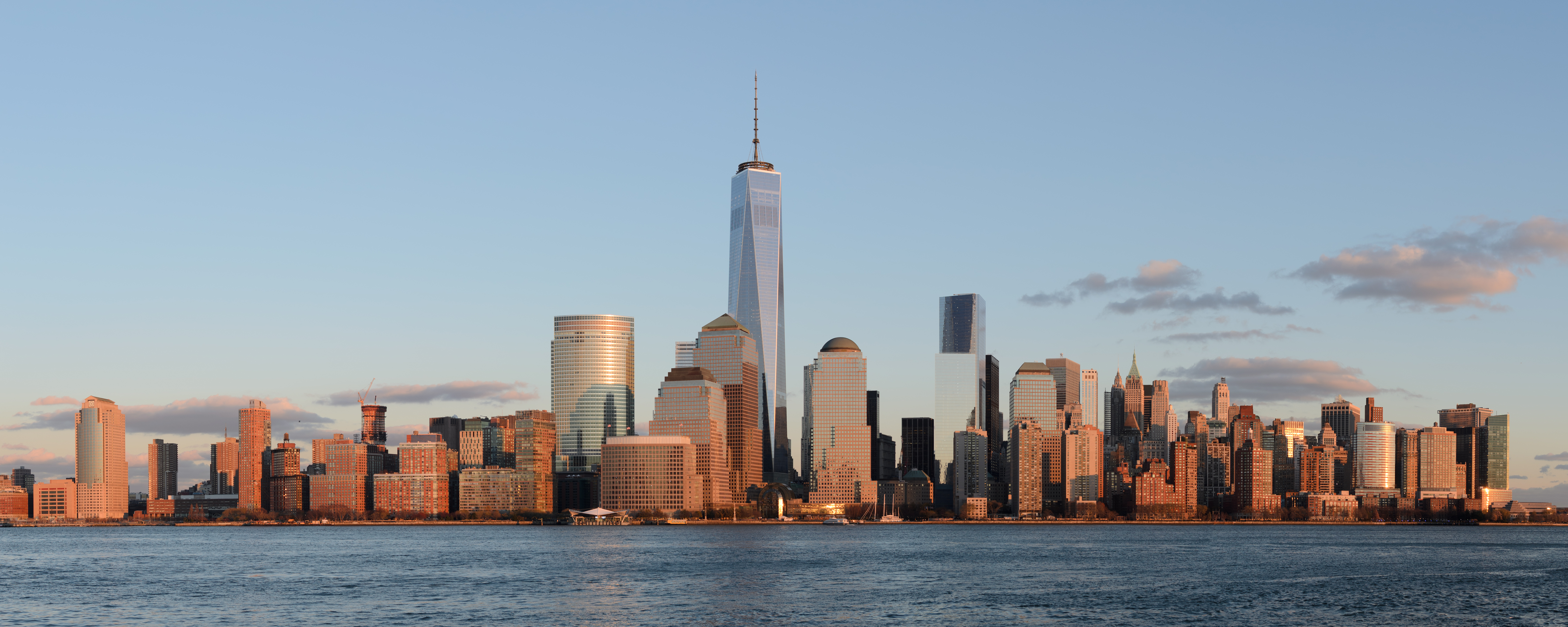
De skyline van Lower Manhattan gezien vanuit Jersey City.

Alphabet City · Battery Park City (Financial District) · Bowery · Carnegie Hill · Chelsea · Chinatown (Financial District) · Civic Center · Greenwich Village · Hamilton Heights · Harlem · Hell's Kitchen · Hudson Yards · Inwood · Kips Bay · Koreatown · Lenox Hill · Lower East Side · Little Italy (Financial District) · Manhattanville · Marble Hill · Meatpacking District · Morningside Heights · Murray Hill · NoHo · Riverside South · Rose Hill · SoHo · South Street Seaport (Financial District) · TriBeCa / Lower West Side · Two Bridges · Upper West Side · Upper East Side · Yorkville · Washington Heights · World Trade Center (Financial District)